# Piknik az árokparton
A Piknik az árokparton (oroszul: Пикник на обочине, Piknik na obocsinye) Arkagyij és Borisz Sztrugackij 1972-ben megjelent tudományos-fantasztikus regénye. Magyarul eleinte „Piknik a senkiföldjén” címmel jelent meg, Bojtár Anna fordításában; ez a regény rövidített változata, Redrick és Kirill a Zónába tett első kirándulása után végződik. A teljes regény magyarul később jelent meg (1984-ben), ekkor már „Piknik az árokparton” címmel. Az orosz címben szereplő „обочина (obocsina)” szó jelentése: út széle, padka (ill. széle, szegélye valaminek).
A regény a 89. helyen áll a „Top 100 Sci-fi könyvek” listáján.

## Cselekmény
|  | Alább a cselekmény részletei következnek! |

A főszereplő, Redrick Schuhart, a „Róka”, kemény és tapasztalt sztalker, aki már többször járt a Zónában. Miután kikerült a börtönből, elkezdett dolgozni a Földön Kívüli Civilizációk Nemzetközi Kutatóintézetében, mint laboráns, a kanadai Zóna mellett. Az intézet tanulmányozza a felfedezett tárgyakat, valamint elméleteket hoz a Látogatók jöveteléről. Red meglátogatja a Zónát egy tudós barátjával, Kirillel, valamint egy harmadik személlyel. Miután Kirill meghal egy balesetben, melyről Red úgy érzi, megakadályozhatta volna, otthagyja az intézetet és elkezd inni.
Red barátnője, Guta terhes lesz, elhatározzák, hogy megtartják a gyereket. Guta anyja azt tanácsolja, hogy abortáljon, mert a sztalkerek soha sincsenek otthon, valamint sokszor mutáns gyerekük születik. Gutának gyönyörű és okos kislánya lesz, a „Majmocska”, akinek semmi baja sincs. A környékbeli gyerekek játszanak vele, habár a szomszéd szülők rossz szemmel néznek rá.
Red továbbra is látogatja a Zónát, mivel pénzt kell szereznie, hogy eltartsa a családját. Az egyik ilyen vállalkozás során társa, „Keselyű” Barbridge beleesik a „lidérckocsonyába”, amely során elveszti mindkét lábát. Barbridge könyörög Rednek, hogy hozza ki a Zónából, és jutalmul elmondja neki, merre van az „Aranygömb”. Ez a tárgy képes reagálni az ember gondolataira, és teljesíti azt a kívánságát, melyet leginkább akar – ahol a kulcsszó a „leginkább”, mivel egyáltalán nem a tudatos kívánságokra kell gondolni. Miután sikeresen kijutnak a Zónából, Red elmegy ügyfeleihez, hogy eladja a tárgyakat, melyeket talált, de ekkor a rendőrség csapdába ejti, és újból börtönbe kerül.
Richard H. Noonan az irodájában találkozik Valentin Pilmannal. Utána Noonan felkeresi a Csontos nevű orgazdát, aki neki dolgozik.
Majd egy mulatóban újra találkozik Valentin Pilmannal. Beszélgetnek a Látogatásról, az idegenekről, a sztalkerekről és a Zónából kikerült tárgyakról.

„…már megjelentek az új, kibernetikus berendezésekkel felszerelt sztalkerek. A régi sztalker piszkos, komor fickó volt, aki egy vadállat makacsságával milliméterről milliméterre kúszta végig a Zónát, hogy megdolgozzon a koncért. Az új sztalker nyakkendős, elegáns úriember, mérnök, kilométerekre ül a Zónától, a fogai között cigaretta, a könyöke mellett egy pohár frissítő koktél, ül és a képernyőt bámulja. Jól kereső úriember.”

Red újra szabadlábra kerül, de otthon nem várják jó hírek. A Zóna hatására halott apja a többi élőhalotthoz hasonlóan, hazatér. Lánya szőrös mutánssá vált, és éjszakánként az élőhalottakkal kommunikál. Az egyik orvos szerint már nem is ember többé. Red elhatározza, hogy még egyszer ellátogat a Zónába, és megkeresi az „Aranygömböt”, mellyel rendbe hozhatná a lányát. „Keselyű” Barbridge megrajzolja neki a térképet, hogyan kell eljutni odáig. Barbridge azt is elárulja, hogy a tárgyat csak egyféleképpen lehet megközelíteni és feltétlenül két embernek kell együtt mennie: ugyanis azt egy láthatatlan, földönkívüli, „húsdaráló”-nak keresztelt szerkezet védi, amely megöli azt, aki elsőnek halad át rajta, csak a következő férhet hozzá az Aranygömbhöz. Barbridge felajánlja, hogy vigye egyik tanítványát.
Barbridge tudta nélkül Red magával viszi Arthurt, Barbridge fiát. Miután túljutottak az összes csapdán, a fiú az Aranygömböz szalad, azt kiabálva, hogy „Boldogság mindenkinek!… Ingyen!… Boldogság, amennyi csak kell!… Mindenki jöjjön ide!… Mindenkinek jut!… Senki sem marad elégedetlen!… Ingyen! Boldogság! Ingyen!…” Ekkor a húsdaráló elkapja Arthurt, Red pedig eljut az Aranygömbig. Az áhított tárgy előtt összezavarodnak gondolatai, végiggondolja egész szomorú életét, majd kimondja, hogy „Boldogság mindenkinek ingyen és senki ne maradjon elégedetlen!”.
A regény itt fejeződik be és az olvasóra marad, hogy elképzelje, mi történhetett utána.
|  | Itt a vége a cselekmény részletezésének! |

## A Látogatók által hátrahagyott leletek
Dr. Pilman szerint négy osztályba sorolhatók a hátramaradt leletek:
1. Emberek számára hasznos tárgyak, melyek eredeti feladata ismeretlen. Ezek közé tartozik az „izé” és a „karkötő”.
2. Emberek számára nem káros, viszont hasznosíthatatlan tárgyak. Lehetséges, hogy még nem fedezték fel, mire valók e tárgyak. Azon kívül, hogy nem tudják alkalmazni őket, mégis érdekesek a tudomány szempontjából, mivel fizikai törvényt szegnek meg. Ide tartoznak a „fekete cseppek” és a „gombostűk”.
3. A harmadik csoportba tartoznak az egyedi tárgyak. Ezeket vagy csak legendából ismerik, vagy annyira veszélyes megközelíteni őket, hogy a tudósok még nem merik tanulmányozni. Ide tartozik a „lidérckocsonya”, az „Aranygömb”, a „Csavargó Dick”, a „vidám kísértetek”...
4. Nem tárgyak, hanem azok hatása az emberekre. A Zónában nincsen radioaktivitás, mégis megesik, hogy a sztalkerek gyermekei mutálódnak. Azok az emberek, akik a városban éltek a Látogatás során, és később elköltöztek máshova, az új környékükre is hatottak valahogyan. Egy fodrász elköltözik Detroitba, új üzletet nyit ki, majd egy éven belül ügyfeleinek 90%-a furcsa körülmények közt meghal: kocsi-balesetekben, kiesnek az ablakon, sekély vízben fulladnak meg. Továbbá a városon számos természeti katasztrófa fordul elő, árvizek, tájfun, influenzajárvány... "S efféle kataklizmákra bármely városban, bármely vidéken sor kerülhet, ahova a Zóna körzetéből költözött valaki, s a katasztrófák száma egyenes arányban van a letelepültek számával."

### A regényben említett tárgyak és anomáliák
Tárgyak:
| Elnevezés                            | Leírás |
| ------------------------------------ | --- |
| Az „izé”, vagyis elemek              | Kerek fekete rudacska, mely végtelen mennyiségű energiát termel (vagy tárol). Járművek működtetésére használják. Sejtekhez hasonlóan szaporodásra képes. |
| Gyilkos lámpa avagy Halállámpa       | Egy Stephan Norman nevű sztalker, gúnynevén a Pápaszemes, kihozott a Zónából egy bizonyos szerkezetet, amely, amennyire meg lehetett ítélni, valamiféle sugárvető rendszer lehetett, s gyilkos hatással volt a földi szervezetekre. Pápaszemes el akarta adni a tárgyat az intézetnek, viszont nem tudtak megegyezni az árban. A Pápaszemes ismét elment a Zónába s többé nem tért vissza. Hogy jelenleg hol van a készülék, nem lehet tudni. Akkora összeget ajánlottak fel érte, amekkora csak ráfér egy csekkre. |
| Leydeni korongok vagy üreskék        | Hat és fél kilósak. Két frizbi alakú lemezből áll, melyek közt üres tér van. Nem tudni, mi tartja egymáshoz a két lapot, de eddig még senkinek sem sikerült őket szétválasztani vagy közelebb nyomni egymáshoz. Nincsen semmi praktikus célja. Valószínű, hogy tartályként működött. |
| Teli leydeni korong                  | Csak egyet találtak belőle a Garázsnál, kék folyadék van benne. Két ember számára is nagyon nehéz felemelni. |
| Tüsszentőgömb                        | Pár centi sugarú tárgy. Többször meg kell nyomni, hogy elkezdjen működni. Több száz méteres sugárban érezteti hatását. Először a kutyák hallják meg, majd egyes embereknek elkezd vérezni az orra, mások hisztérikusan ordítanak, depresszióba esnek... |
| Fekete cseppek vagy K-23-as objektum | Dekoratív jellegű, kis fekete gyöngyszemek, melyeket ékszerként használnak. A bemenő fény később jön ki, és mindig kisebb mennyiségben. Egyes elméletek szerint egy hihetetlenül nagy tér van összesűrítve bennük. |
| Gombostűk                            | Kicsi kék gombostűre emlékeztető tárgyak. Némelyik, ha két ujjal megszorítják, sárga, vörös, zöld fénnyel világít. Valójában mindegyik tud világítani, de ehhez azonban kevesek az ujjak, egy különleges, asztal nagyságú gépre van szükség hozzá. Nem tudni, mire valók. |
| Karkötő                              | Az életfolyamatokat ösztönző karkötő alakú tárgyak. |
| Fehér gyűrű                          | Fehér fémből készült gyűrű, amely ha mozgásba hozzák (pl. megpörgetik az asztalon), addig mozog, amíg erővel meg nem állítják: az első a Zónából származó örökmozgó. |
| Aranygömb vagy Kívánsággép           | Használójának teljesíti azt a kívánságát, melyet leginkább szeretne. |
| Szénsavas anyag                      | Nem tudni, mire jó, egy befőttesüvegben van; a regényben akkor találkozunk vele, mikor Redrick otthon átvizsgálja a „szajrét”, a Keselyűvel tett kirándulás után. |
| Robbanó szalvéta                     | Említve, de nincs leírva a könyvben. |
| Szivacsok                            | Említve vannak, de nincsenek leírva a könyvben. |
| Rákszem                              | Említve, de nincs leírva a könyvben. |
| Madár-csörgők (Сучьи погремушки)     | Csak említve. |
| Zizegő mágnes                        | Nagyon ritka vagy egyedi tárgy, Keselyű hozta ki a Zónából. Hatása nincs leírva a könyvben. |
| Kék panacea                          | Ez valószínűleg a „kvázi-biológiai massza”, amelyet Noonan és Pilman beszélgetésében említenek. |

Egyéb jelenségek:
| Elnevezés                                          | Leírás |
| -------------------------------------------------- | --- |
| Csavargó Dick                                      | A gyár romjai közt állandó földrengéseket okozó tárgy. Egyes elméletek szerint a Látogatók által ottfelejtett játékmaci. |
| Lidérckocsonya, avagy kolloid gáz                  | Folyékony anyag, amely áthatol a legtöbb szerves és szervetlen anyagon, és azokat szintén „kocsonyává” változtatja. Barbridge lábait is a kocsonyába lépve vesztette el. Tilos kihozni a Zónából és kísérletezni vele, ezért illegális szervezetek minden pénzt megadnak érte. |
| Vidám kísértetek                                   | A Zóna egyes pontjain megfigyelhető veszélyes turbulenciák. |
| Zöld folyam                                        | Zónabeli jelenség, folyékony zöld áradat, valószínűleg halálos. Arthur és Red találkoznak vele. |
| Szúnyogpilis, avagy tudományosan gravikoncentrátum | Anizotróp gravitációs anomália, előredobált csavarokkal kijelölhetők a határai. |
| Élőhalottak                                        | A Látogatás előtt a Zónában eltemetett emberek önállóan mozgó, reanimálódott testei. Általában elhagyják a Zónát és felkeresik korábbi lakhelyüket. Redrick apja is visszatér ily módon. Az élőhalottak határozottan nem zombik: „járkáló halottaknak”, „kitömött bábuknak”, „múmiáknak”, „biorobotoknak” is nevezik őket; az emberi viselkedést utánozzák (pl. megisszák a whiskyt), kommunikálnak a mutánsokkal, leválasztott testrészeik önmagukban is életképesek. A „Mészáros” tanulmányozza és valószínűleg használja is azokat. |
| Húsdaráló                                          | Halálos anomália, hatása olyan, mint amikor egy mosogatórongyot kicsavarnak. Közvetlenül az Aranygömb előtt található, kikerülhetetlenül elzárja az odavezető utat. Az egyetlen, aki túlélte a húsdarálót, egy Ürge nevű sztalker, Barbridge egyik embere. |
| Tüzes pihe                                         | Égető jelenség, egyike azon keveseknek, amelyek ellen megvéd a védőruha. Nem kerül ki a Zónából, pedig úgy látszik, hogy szabadon viszi a szél. |
| Ezüstös pókháló                                    | Sötét helyeken húzódó, ezüstös szálakból álló pókhálószerű alakzat. Valószínűleg ez felelős Kirill Panov haláláért. |
| Árnyékok                                           | Megvilágított tárgyak anomáliás árnyékai a Zónában. Valószínűleg veszélytelenek, de a sztalkerek óvakodnak tőlük. |
| Ördögkáposzta                                      | Csak egyszer említik: káros részecskéket köpköd. |
| Szőrszálak az antennákon                           | Hosszú, kopott súrolókefékre hasonlító szőrszálak. Csak a Pestises-tömb antennáin fordul elő. |

## Háttér
A cselekmény nagyjából egy évtizeddel azután kezdődik, hogy valamilyen űrlények (a „Látogatók”) egy nagyon rövid időre (12–24 órára) leszálltak hat különböző helyen a Földön. Magukat a Látogatókat senki nem látta, ahogyan érkezésük és távozásuk módját sem, viszont látogatásuk után e 6 terület (némely városrészeket is magába foglal) különleges jelenségekkel lett befertőzve, valamint titokzatos tárgyakat hagytak maguk után. Ezek a tárgyak annyira előrehaladottak az emberek számára, hogy azok működését képtelenek megérteni és majdnem varázs-tulajdonsággal rendelkeznek. A Zónák extrém veszélyesek minden élőlény számára, tele vannak véletlenül előforduló pontokkal, melyek képesek ölni, tűz, villám, gravitáció vagy más bizarr módon. A fizika törvényei nem mindenhol működnek egyformán.
A Zónákat katonák vették körül, tűzparanccsal: lőjenek le bárkit, aki megpróbál ki- vagy bejutni. Az államok attól félnek, hogy valaki kihoz egy olyan tárgyat, amely pestist okozhat, vagy esetleg teljesen megsemmisítheti az életet a bolygón. A Zónák körül határmenti kultúra fejlődött ki. Az úgynevezett „sztalkerek” (magyarul: guberáló) életüket kockáztatják, hogy kihozzanak olyan tárgyakat, melyeket ügyfeleik jól megfizetnek. Munkájuk nagyon veszélyes, mert a Zónában bármi megölheti az embert. A sztalkerek csak éjjel dolgoznak, mert nappal a katonaság és a tudósok ellenőrzik a területet. Csak a sztalkerek harmada éli túl a látogatást a Zónában. Közben a tudósok is kutatják a Zónákat, ahol számos tárgyat fedeztek fel, melyek közül egyesek hasznosnak minősültek, mások pedig nem. Így léteznek olyan elemek, melyek soha nem merülnek le, de olyasmi is, mint a „Gyilkos lámpa”, mely sugaraival minden élőlényt elpusztít. A tárgyak nagyobb részének nincsen semmi felfogható funkciója, és feltételezhető, hogy a Látogatók otthagyták őket mint szemetet, mielőtt továbbmentek voltak útjukon. A leginkább áhított tárgy az un. „Aranygömb”, mely állítólag képes teljesíteni bármely kívánságot, viszont annyira mélyen van a Zónában, hogy csak egy sztalker tudta az utat odáig.

## A könyv címének jelentése
A cím a könyv egyik szereplője, dr. Valentin Pilman metaforájából származik, aki szerint nincsen semmi észszerű magyarázat a Látogatás okára.

„Képzelje maga elé: erdő, kis tisztás, erdei út. Az erdei útról egy autó gördül a tisztásra, az autóból fiatalemberek üvegeket, elemózsiás kosarakat raknak ki, lányok, rádió, fényképező- és filmfelvevőgépek... Tábortüzet gyújtanak, sátrat vernek, megszólal a zene. Reggel pedig továbbállnak. Az állatok, madarak, rovarok, amelyek egész éjjel páni félelemben szemlélték a történteket, előjönnek búvóhelyükről. S ugyan mit látnak? Motorolaj folyt a fűre, benzin csorgott szét, mindenfelé elromlott gyújtógyertyák és olajszűrők hevernek, körös-körül limlom, kiégett lámpák, valaki elveszített egy csavarkulcsot. A gépkocsi kerekei eddig nem tapasztalt mocsárrá dagasztották a sarat... no, és a többit sejti, tábortűz nyoma, almacsutkák, bonbonos papírok, konzervdobozok, üres üvegek, valaki otthagyta a zsebkendőjét, tollkését, régi szakadt újságlapok, elhervadt virágok, amiket más tisztásokról hoztak ide...”

A magyarázat szerint a Látogatók nem is vették észre az embereket „látogatásuk” során, éppen ahogy az emberek se veszik észre a tücsköket vagy a hangyákat, amikor kimennek valahova piknikelni. A maguk után hagyott tárgyak az űri lények számára csupán szemét, vagyis nem azért hagyták ott őket, mert valamilyen módon akarták befolyásolni az emberiséget. Ezek szerint nincsen sok esély arra sem, hogy a Látogatók visszatérnek, mivel a Látogatás csak egy rövid pihenő volt a végső célhoz tartó úton.
A xenológusok egyik elmélete:

„…nem volt semmiféle Látogatás, hogy a Látogatás még csak ezután következik be. Valamely idegen értelem behajigálta hozzánk anyagi kultúrája jellegzetes tárgyaival megtöltött konténereit. Azt várják, hogy miután tanulmányozzuk ezeket a mintadarabokat, műszaki fejlődésünkben ugrásszerű változás megy végbe, képesek leszünk válaszul jelzést küldeni, s ez majd arról tanúskodik, hogy készen állunk a reális kapcsolatfelvételre.”

A xenológusok másik elmélete:

„A Látogatás valóban megtörtént, de még korántsem ért véget. Voltaképp még most is kapcsolatban vagyunk velük, csak éppen nem tudjuk. A jövevények megbújtak a Zónában, gondosan tanulmányoznak bennünket, s ezzel egyidejűleg felkészítenek a „jövő kegyetlen csodáira”.”

## Magyarul
- Uszpenszkij, Sztrugackij et al..szerk.: Kuczka Péter: Galaktika 11, ford.: Bojtár Anna, Budapest: Kozmosz Könyvek, 100–125. o.. IF 2118–e–7577 (1974) „Végre ott álltunk a megőrzőben – beesteledett, csak az van még hátra, hogy levessük a munkaruhát, és elmenjünk a Borzscsba, hogy a szervezetünkbe tápláljunk néhány korty italt. ... ” „Piknik a senkiföldjén” címmel

- Bloch, Jefremov, et al..szerk.: Kuczka Péter: Metagalaktika 1, ford.: Bojtár Anna, Budapest: Kozmosz Könyvek, 136–161. o.. IF 3182–e–7880 (1978) „Piknik a senkiföldjén” címmel

- Piknik a senkiföldjén – Tudósok sci-fi írásai, vál.: Ágoston Hugó (magyar nyelven), Bukarest: Kriterion Könyvkiadó, 429–474. o. (1985). ISBN 963 281 902 0 „Végre ott álltunk a megőrzőben – beesteledett, ... ”

- Arkagyij Sztrugackij, Borisz Sztrugackij.szerk.: Harsányi Éva: Piknik az árokparton – Stalker, ford.: Földeák Iván, Budapest: Európa Könyvkiadó, 5–196. o. [1980] (1984). ISBN 963-07-3289-0 „Végre ott álltunk a raktárban. Már este van, s csak annyi van hátra, hogy ledobjuk a kezeslábast s rohanjunk a „Borzsch”-ba, hogy szervezetünk néhány csepp töményt vegyen magához.”

- Sztrugackij, Arkagyij és Borisz. Piknik az árokparton, Stalker [archivált változat], ford.: Földeák Iván, Budapest: Európa Könyvkiadó, 320. o. [1972, 1984] (2005). ISBN 963 07 7827 0. Hozzáférés ideje: 2013. január 3. [archiválás ideje: 2011. május 11.]
- Stalker. Piknik az árokparton; ford. Földeák Iván, átdolg. Weisz Györgyi; Metropolis Media, Bp., 2013 (Galaktika Fantasztikus Könyvek)

## Feldolgozások
Andrej Tarkovszkij Sztalker (1979) című filmje a könyvön alapszik, melynek forgatókönyvét Tarkovszkij a Sztrugackij testvérekkel közösen írta. A későbbi S.T.A.L.K.E.R. számítógépes játék-sorozat, illetve az Into the Radius VR számítógépes játék alapjául is a mű szolgált.